# 須賀健太
須賀 健太（すが けんた、1994年〈平成6年〉10月19日 - ）は、日本の俳優、声優、タレント。
東京都江戸川区出身。2006年3月まではセントラル子供劇団に、2012年3月まではセントラルプロダクションに所属後、ホリプロ所属。

## 来歴
- 俳優になりたいと思った動機は、『電磁戦隊メガレンジャー』を見た時に同い年の子を見つけ、自分も出たいと思ったからだという[3][出典無効]。その後、実際に『忍風戦隊ハリケンジャー』に出演したが、逃げるだけの役だったため、戦隊ヒーローの一員として戦う役がやりたかったという[4][出典無効]。
- 1999年に子役デビューし、2002年のドラマ『人にやさしく』の五十嵐明役で注目を集めた[5]。当時は小学校で自作の名刺を好きな子に渡していた[6]。
- 2006年公開映画『花田少年史 幽霊と秘密のトンネル』で映画初主演。
- 2007年のテレビドラマ『喰いタン2』で、共演の東山紀之、森田剛と「トリオ・ザ・シャキーン」というグループを結成し、シングル『愛しのナポリタン』で歌手デビューした
- 2008年、須賀健太が宮本マネージャーと出会う。
- 2010年の深夜ドラマ『新撰組 PEACE MAKER』で連続ドラマ初主演。
- 2010年4月から2013年3月まで高等学校に在籍。最高評定平均は4.9という好成績を収めた。

(※期間は高校1年生2学期に限る) 。
- 2012年のホリプロ若手俳優舞台第3弾公演「少しはみ出て殴られた」で本格的な舞台に初出演。その際に当舞台の宣伝用として2012年10月4日から12月10日までの期間限定で、役名であるサダヌキサトル名義でTwitterのアカウントを開設した。2013年7月2日からは本人名義に変更した上で同アカウントの運用を無期限で再開しており、Twitter社から公式認定を受けている。
- 2014年公開の映画『スイートプールサイド』では、男子なのに毛が生えないことをコンプレックスにしている高校1年生の役を演じるにあたり、髪の毛以外の全身の毛を剃って撮影に挑んだ[10]。本作出演のオファーが来た頃は、ちょうど「今までのイメージを壊したいと思っていた」という[11]。
- 2016年2月9日に行われたアニメ『新あたしンち』の公開アフレコでは、声優に初挑戦した。チャラチャラしていて女好きという「自分の性格とは正反対の役」を演じ、「声優にチャレンジしたいという思いは昔からあったが、声だけでのお芝居が非常に難しかった。とても緊張したが、声色を変えるという視点が新鮮」と述べている[12]。
- 2023年3月4日、ハイパープロジェクション演劇「ハイキュー!!」に出演したことに因み、男子Vリーグチームのパナソニックパンサーズと1日限定プロ契約を結んだ。当日はパナソニックのホームゲームであり、特別にチームと共に行動した[13]。

## 人物
- 3人兄弟の長男で、妹で子役の須賀さくらと弟の須賀康太がいる。
- 視力は両目ともにA[14][6]。
- 特技は剣道とアクロバットで、趣味は映画鑑賞と音楽鑑賞[7]。剣道は2009年3月頃から始めており、初段[8][出典無効]。
- 好きな歌手・音楽バンドはONE OK ROCK、RADWIMPS、KREVA、BUMP OF CHICKEN、SPYAIR、Shout it out、SUPER BEAVER、クリープハイプ、Da-iCE[14][7][15][16][6]。
- 目標にしている俳優として役所広司、阿部サダヲ、生瀬勝久、森田剛、濱田岳を挙げている[7]。オールマイティーに役をこなす俳優に憧れているという[16]。
- 幼い頃から戦隊ヒーロー物が大好きで、いつレッド役のオファーが来てもいいように、プライベートでアクションとアクロバットを習っているという。週3日通って毎回違った練習メニューをこなしており、バク転ぐらいなら朝飯前とのこと。以前は主役であるレッド役への想いが強かったが[17][出典無効]、現在はそれほどこだわっていないという[18]。2012年1月26日に放送された『ダウンタウンDX』で、アクションシーンなどの練習風景をテレビで初めて公開した。なお、2013年公開の映画『仮面ライダー×スーパー戦隊×宇宙刑事 スーパーヒーロー大戦Z』では、自身が演じたイナズマンの声以外にゲキレッドの代理声優も行った。
- 『ALWAYS 三丁目の夕日』（2005年11月公開・シリーズ1作目）撮影時から『ALWAYS 続・三丁目の夕日』（2007年11月公開・2作目）撮影時までの約2年間で18cmほど身長が伸びたが、2作目は前作の4か月後という時代設定だったため、声変わりと併せて監督を困らせた[19][6]。また、『ALWAYS 三丁目の夕日』撮影時から『ALWAYS 三丁目の夕日'64』（2012年1月公開・3作目）撮影時までの約6年間では40cmほど身長が伸びた。
- 20歳を過ぎた現在でも、いまだに子役のイメージを払拭できていないことに悩んでおり[20][出典無効]、解決のためには「時間の流れに身を任せるしかない」という意識を持っているという[21][6]。
- これまでいじめられっ子の役や病気がちの役を演じることが多かった[22][出典無効]ため、今後挑戦したい役どころとして、最初から最後まで善に寝返ることのない究極の悪役[20]や犯人役[16]、不良の役[22][出典無効]、医者、弁護士など[23]を挙げている。また、「『須賀くんどうしちゃったの？』と心配されるほどギャップのある役柄にも挑戦したい」と述べている[21]。2016年公開の映画『シマウマ』では、猟奇的な快楽殺人者のアカという役どころについて「須賀史上最悪キャラ」と評し、初めての悪役なだけに「自分の中にない要素を探す高揚感と熱量で振り切って演じさせて頂きました」と述べている[24]。

## 出演
※太字は主要キャスト。

### テレビドラマ
- 連続テレビ小説（NHK）
  - すずらん 第49話（1999年5月31日） - 森川家の子 役
  - 瞳 第14話 - 第15話・第19話 - 第23話（2008年4月15日 - 16日・21日 - 25日） - 岡本鉄平 役
  - おひさま 第140話（2011年9月13日） - 筒井一郎 役
- 夏色の恋（1999年、日本テレビ） - 少年 役
- 仮面ライダークウガ（2000年、テレビ朝日） - 少年 役
- 人にやさしく（2002年1月7日 - 3月18日、フジテレビ） - 五十嵐明 役
- スーパー戦隊シリーズ（テレビ朝日）
  - 忍風戦隊ハリケンジャー 第16 - 18話（2002年6月2日 - 23日） - 正平 役
  - 獣拳戦隊ゲキレンジャー 第31話（2007年9月30日） - 新一 役
- 東京庭付き一戸建て（2002年7月10日 - 9月4日、日本テレビ） - 福田夏樹 役
- 天使の歌声 〜小児病棟の奇跡〜（2002年8月9日、フジテレビ） - 柳瀬川一馬 役
- ナイトホスピタル〜病気は眠らない〜（2002年10月14日 - 12月16日、読売テレビ） - 大久保礼 役
- ダイヤモンドガール 第2話（2003年4月16日、フジテレビ） - 武宮守 役
- 動物のお医者さん 第4話（2003年5月8日、テレビ朝日） - 中井タクミ 役
- 監察医・篠宮葉月 死体は語る 第3作（2003年5月21日、テレビ東京） - 水上翼 役
- ムコ殿2003 第8話 - 第9話（2003年6月5日 - 12日、フジテレビ） - 吉川大 役
- 幸福の王子 第2話 - 第3話（2003年7月9日 - 16日、日本テレビ） - 守 役
- 密会の宿（テレビ東京） - 桑野翔太 役
  - 密会の宿 第1作（2003年7月30日）
  - 密会の宿 第2作（2004年6月9日）
  - 密会の宿 第3作（2005年1月26日）
- VICTORY!〜フットガールズの青春〜（2003年11月22日、フジテレビ） - 足田天一 役
- 相棒 Season2 第9話（2003年12月10日、テレビ朝日） - 小田島雅彦 役
- 昨日の友は今日の敵?（2004年1月5日 - 2月9日、NHK総合） - 日高洋介 役
- FIRE BOYS 〜め組の大吾〜 第6話（2004年2月10日、フジテレビ） - 平勇気 役
- 税務調査官・窓際太郎の事件簿 第11作（2004年2月23日、TBS） - 田沢雄一 役
- 世にも奇妙な物語 春の特別編 「サイゴノヒトトキ」（2004年3月29日、フジテレビ） - 少年 役
- ナースマン スペシャル（2004年4月6日、日本テレビ） - 天野ワタル 役
- ディビジョン1 ステージ5「2H」（2004年8月2日 - 23日、フジテレビ） - 館野浩志 役
- ラーメン発見伝（2004年10月12日、日本テレビ） - 天野太朗 役
- 大奥（フジテレビ）
  - 大奥〜第一章〜 第2話 - 第4話（2004年10月14日 - 28日） - 竹千代 役
  - 大奥〜第一章〜 スペシャル版（2005年4月8日） - 徳松・竹千代 役
- 熱血シングル・ファザー〜新聞記者・新庄圭吾の事件ファイル〜シリーズ（フジテレビ） - 新庄暖 役
  - 熱血シングル・ファザー〜新聞記者・新庄圭吾の事件ファイル〜（2004年10月29日）
  - 熱血シングル・ファザー〜新聞記者・新庄圭吾の事件ファイル〜2（2005年10月28日）
  - 熱血シングル・ファザー〜新聞記者・新庄圭吾の事件ファイル〜3（2016年7月18日、BSフジ）
- サンタが降りた滑走路（2004年12月24日、NHK） - 青沼耕太 役
- スタートライン〜涙のスプリンター〜（2005年12月17日、フジテレビ） - 土橋伸宏 役
- 喰いタン（日本テレビ） - 金田一（かねだ はじめ） 役
  - 喰いタン（2006年1月14日 - 3月11日）
  - 喰いタンSP（2006年9月30日）
  - 喰いタン2（2007年4月14日 - 6月23日）
- らんぼう 第1弾（2006年1月17日、日本テレビ） - 宮原明人 役
- 戦国自衛隊・関ヶ原の戦い 後編（2006年2月7日、日本テレビ） - 少年武士 役
- 僕の歩く道（2006年10月10日 - 12月19日、関西テレビ） - 大竹幸太郎 役
- ハリ系 第7話（2007年11月25日、日本テレビ） - ハリ彦（幼少） 役
- 彗星物語（2007年12月3日、TBS） - 城田恭太 役
- 美ら海からの年賀状（2007年12月14日、フジテレビ） - 森田和也 役
- 赤鼻のセンセイ（2009年7月8日 - 9月9日、日本テレビ） - 和田雅樹 役
- 陽炎の辻スペシャル〜居眠り磐音 江戸双紙〜（2010年1月1日、NHK） - 設楽小太郎 役
- 新撰組 PEACE MAKER（2010年1月15日 - 3月19日、毎日放送・TBS） - 主演・市村鉄之助 役
- 宇宙犬作戦 第10話 前編-後編（2010年9月24日 - 10月1日、テレビ東京） - ジュブ 役
- 犬の消えた日（2011年8月12日、日本テレビ） - 寺島元太 役
- 家族八景 Nanase,Telepathy Girl's Ballad 第2話（2012年1月26日、毎日放送・TBS） - 桐生忠二 役
- ダーティ・ママ! 第8話（2012年2月29日、日本テレビ） - 深沢太郎 役
- 白虎隊〜敗れざる者たち（2013年1月2日、テレビ東京） - 飯沼貞吉 役
- So long ! 第1話（2013年2月11日、日本テレビ） - 森沢直澄 役
- 明日の光をつかめ －2013 夏－（2013年7月1日 - 8月30日、フジテレビ） - 松井翔太 役
- 淋しい狩人（2013年9月20日、フジテレビ） - 岩永稔 役
- 恋文日和 第2話「図書室のラブレター」（2014年1月14日、日本テレビ） - 柄本健 役
- おわらないものがたり（2014年8月、フジテレビ） - 野之辺徹 役
- 金田一少年の事件簿N（neo） 第7話（2014年9月6日、日本テレビ） - 島津匠 役
- 学校のカイダン（2015年1月10日 - 3月14日、日本テレビ） - 油森哲夫 役
- なんでやねん受験生（2015年8月30日、フジテレビTWO） - マスクマン 役
- 牙狼-GARO- -魔戒烈伝- 第9話（2016年6月4日、テレビ東京） - 代知 役
- 脚本家と女刑事（2016年8月29日、読売テレビ） - 前田光太郎 役
- 金の殿 〜バック・トゥ・ザ・NAGOYA〜 （2017年1月13日 - 2月10日、CBCテレビ） - 主演・徳川宗春 役
- 嘘なんてひとつもないの（2017年3月7日 - 28日、NHK BSプレミアム） - 主演・山崎真 役[25]
- 昔話法廷 第8話「さるかに合戦」裁判（2017年8月15日、NHK Eテレ） - 裁判員・友永啓介 役
- 隣の家族は青く見える（2018年1月18日 - 3月22日、フジテレビ） - 矢野朋也 役
- オー・マイ・ジャンプ! 〜少年ジャンプが地球を救う〜 第8話（2018年3月3日、テレビ東京） - 日向翔陽 役[注釈 1][26]
- 江戸前の旬（2018年10月14日 - 12月30日、BSテレ東） - 主演・柳葉旬 役
  - 江戸前の旬 Season2（2019年10月20日 - 2020年1月5日）[27]
- 今日から俺は!! 第8話（2018年12月2日、日本テレビ） - 軟葉高校の新入生（ヘルメット男） 役
- Home 〜闇サイト事件・娘の贈りもの〜 （2018年12月25日、東海テレビ） - 利恵の恋人 役
- みかづき 第2話・第3話（2019年2月2日・9日、NHK） - 泉 役
- イノセンス 冤罪弁護士 第6話（2019年2月23日、日本テレビ） - 樽前裕也 役
- JOKER×FACE 第7話・第8話（2019年2月25日・3月4日、フジテレビ） - 川村 役
- 不甲斐ないこの感性を愛してる（2019年4月1日、フジテレビ） - 主演・坂本 役
- 恋と就活のダンパ（2019年4月27日、NHK BSプレミアム） - 上原瞬 役
- WOWOWオリジナルドラマ ワケあって火星に住みました〜エラバレシ4ニン〜 第2話（2020年2月2日、WOWOW） - 赤井 役[28]
- 女ともだち（2020年4月12日 - 7月26日、BSテレ東） - 杉浦亮 役[29]
- 青のSP―学校内警察・嶋田隆平―（2021年1月12日 - 3月16日、関西テレビ・フジテレビ） - 新津清 役[30]
- 泣くな研修医 第4話 - 第7話（2021年5月15日 - 6月5日、テレビ朝日） - 石井直太朗 役[31]
- 警視庁ゼロ係〜生活安全課なんでも相談室〜 第5シリーズ（2021年6月4日、テレビ東京） - カブト 役[32]
- 警視庁ひきこもり係（2021年8月5日、テレビ朝日） - 町田和也 役
- 准教授・高槻彰良の推察 - 難波要一 役[33]
  - Season1（2021年8月7日 - 9月25日、フジテレビ）
  - Season2（2021年10月10日 - 11月28日、WOWOW）
- 正義の天秤 第3話（2021年10月9日、NHK総合） - 中江雄聖 役
- らせんの迷宮〜DNA科学捜査〜 第3話（2021年10月29日、テレビ東京） - 松木宏 役
- 必殺仕事人（2022年1月9日、ABCテレビ・テレビ朝日） -  魚河岸の勘太 役[34]
- 君と世界が終わる日に 特別編（2022年2月25日、日本テレビ） - 室田シンジ 役[35][36]
- 家政夫のミタゾノ 第5シリーズ 第6話（2022年5月27日、テレビ朝日） - 島津啓太 役[37][38]
- 新・信長公記〜クラスメイトは戦国武将〜（2022年7月24日 - 9月25日、読売テレビ・日本テレビ） - 加藤清正 役[39]
- OTHELLO（2022年7月25日 - 10月10日、朝日放送テレビ） - 遠山雄一 役[40]
- 城塚翡翠シリーズ（日本テレビ） - 蝦名海斗 役
  - 霊媒探偵・城塚翡翠 第3話 - 最終話（2022年10月30日 - 11月13日）[41]
  - invert 城塚翡翠 倒叙集（2022年11月20日・12月4日 - 25日）
  - invert 城塚翡翠 倒叙集 特別編（2022年11月27日）
- 今野敏サスペンス 機捜235（2023年1月27日 - 3月10日 、テレビ東京） - 浜川誠 役[42]
- 量産型リコ -もう1人のプラモ女子の人生組み立て記- 第2話（2023年7月7日、テレビ東京） - 白川悟 役
- 湯遊ワンダーランド（2023年7月16日 - 10月1日、BSテレビ東京） - やっちゃん 役[43]
- 科捜研の女 season23 最終話（2023年10月4日、テレビ朝日） - 八木下大輔 役[44]
- OZU 〜小津安二郎が描いた物語〜 第4話「淑女と髯」（2023年12月3日、WOWOW） - 行本 役[45]
- 先生さようなら（2024年1月23日 - 3月26日、日本テレビ） - 児玉俊 役[46]
- ACMA:GAME アクマゲーム（2024年4月7日 - 、日本テレビ） - 丸子光秀 役[47]
- 奪われた僕たち（2024年4月12日 - 5月17日、毎日放送） - 主演・堺洋一 役（荒牧慶彦とダブル主演）[48]
- おいち不思議がたり第7話・最終話（2024年10月13日・20日、NHK BS・NHK BSプレミアム4K） - 杉野小十郎 役
- 日本一の最低男 ※私の家族はニセモノだった 第8話（2025年2月27日〈予定〉、フジテレビ） - 宮島誠 役[49]
- 社畜人ヤブー（2025年4月4日 - 6月20日、BS松竹東急） - 倉良優一 役[50]

### ウェブドラマ
- 雨に叫べば（2021年12月16日、Amazonプライムビデオ） - 瀬川新二 役[51]
- 君と世界が終わる日に Season3（2022年2月25日 - 、Hulu） - 室田シンジ 役[52]

### 映画
- ファインディング・ニモ（2003年12月6日公開、ディズニー・ピクサー） - タッド（声の出演） 役
- Jホラーシアター 「感染」（2004年10月2日公開、東宝） - キツネ面の小児患者 役
- 雨鱒の川（2004年11月13日公開、ミコット・エンド・バサラ） - 加藤心平（幼少時代） 役
- ゴジラ FINAL WARS（2004年12月4日公開、東宝） - 田口健太 役[2]
- ZOO 「SEVEN ROOMS」（2005年3月19日公開、東映ビデオ） - サトシ 役
- 三丁目の夕日シリーズ（東宝） - 古行淳之介 役[2]
  - ALWAYS 三丁目の夕日（2005年11月5日公開）
  - ALWAYS 続・三丁目の夕日（2007年11月3日公開）
  - ALWAYS 三丁目の夕日'64（2012年1月21日公開）
- 花田少年史 幽霊と秘密のトンネル（2006年8月19日公開、松竹） - 主演・花田一路 役
- 椿山課長の七日間（2006年11月18日公開、松竹） - 椿山陽介 役
- コワイ女 「うけつぐもの」（2006年11月25日公開、アートポート） - 菱沼道男 役
- 舞妓Haaaan!!!（2007年6月16日公開、東宝） - カメラ小僧 役
- 死にぞこないの青（2008年8月30日公開、ザナドゥー） - 主演・佐々木マサオ 役
- 釣りキチ三平（2009年3月20日公開、東映） - 主演・三平三平（みひら さんぺい） 役
- 桜田門外ノ変（2010年10月16日公開、東映） - 高橋荘左衛門 役
- SPACE BATTLESHIP ヤマト（2010年12月1日公開、東宝） - 友情出演
- 仮面ライダー×仮面ライダー ウィザード&フォーゼ MOVIE大戦アルティメイタム（2012年12月8日公開、東映） - 風田三郎 / サナギマン / イナズマン 役
- ひまわり〜沖縄は忘れない あの日の空を〜（2013年1月26日公開、ゴーゴービジュアル企画） - 石嶺琉一 役
- 仮面ライダー×スーパー戦隊×宇宙刑事 スーパーヒーロー大戦Z（2013年4月27日公開、東映） - サナギマン / イナズマンの声、ゲキレッドの声 役
- 生贄のジレンマ（2013年7月13日公開、ジェネオン・ユニバーサル・エンターテイメントジャパン） - 主演・篠原純一 役
- 不安の種（2013年7月20日公開、是空） - 畑野誠二 役
- 昼も夜も（2014年4月10日公開、ネスレシアター） - ヨシオ 役
- スイートプールサイド（2014年6月14日公開、松竹） - 主演・太田年彦 役
- 青鬼（2014年7月5日公開、AMGエンタテインメント） - シュン 役
- でーれーガールズ（2015年2月21日公開、名古屋テレビ放送） - 鈴木淳 役
- 媚空 -ビクウ-（2015年11月14日公開、東北新社） - 代知 役
- 未来のカケラ（2016年2月7日公開、内閣府） - 主演・小野寺壮太 役
- シマウマ（2016年5月21日公開、東映） - アカ 役
- ディアスポリス -DIRTY YELLOW BOYS-（2016年9月3日公開、東映） - 周（ジョウ） 役
- バースデーカード（2016年10月22日公開、東映） - 鈴木正男 役
- ダブルミンツ（2017年6月3日公開、アーク・フィルムズ/スターキャット） - 市川光央（高校時代） 役
- 獣道（2017年7月15日公開、ラピッド・アイ・ムービーズ） - 主演・亮太 役
- ちょっと待て野球部!（2018年1月27日公開、日本出版販売/東映ビデオ） - 主演・大堀広輝 役
- サイモン&タダタカシ（2018年3月24日公開、日活） - 主演・タカシ 役  ※阪本一樹とダブル主演
- パーフェクトワールド 君といる奇跡（2018年10月5日公開、松竹/LDH PICTURES） - 是枝洋貴 役
- 凜-りん-（2019年2月22日公開、KATSU-do） - 石倉優太（大仏） 役
- 劇場版パタリロ！（2019年6月28日、HIGH BROW CINEMA） - タマネギ部隊 役（友情出演）
- 遮那王-お江戸のキャンディー3（2019年11月22日、トリウッド） - 主演・遮那王 役
- おかえり ただいま（2020年9月19日、東海テレビ放送）
- MIRRORLIAR FILMS Season3『そこにいようとおもう』（2022年5月6日）
- 劇場版 君と世界が終わる日に FINAL（2024年1月26日） - 室田シンジ 役[53]
- 劇場版 ACMA:GAME 最後の鍵（2024年10月25日） - 丸子光秀 役[54]

### 舞台
- オペラ劇「ヤマトタケル」（2001年） - 少年 役
- ミュージカル公演「セントラルフェスタ」 - 少年 役
  - 「セントラルフェスタ2003」（2003年）
  - 「セントラルフェスタ2006」（2006年）
- ホリプロ若手俳優舞台第3弾公演「少しはみ出て殴られた」（2012年） - サダヌキサトル 役
- いのうえシェイクスピア第2弾公演「鉈切り丸」（2013年） - 源義経 役
- 「タンブリングFINAL」（2014年） - 火賀淳平 役
- ライブ・スペクタクル「NARUTO -ナルト-」（2015年） - 我愛羅 役
- 「七人ぐらいの兵士」（2015年） - 西口二等兵 役
- ハイパープロジェクション演劇『ハイキュー!!』（2016〜2018） - 主演・日向翔陽 役[55]
  - 「ハイキュー!!」（2015年）[56][57]
  - 「ハイキュー!!“頂の景色”」（2016年）[58][59]
  - 「ハイキュー!!“烏野、復活”」（2016年）[60][61]
  - 「ハイキュー!!“勝者と敗者”」（2017年）[62][63]
  - 「ハイキュー!!“進化の夏”」  （2017年）[64][65]
  - 「ハイキュー!!“はじまりの巨人”」 （2018年）[66][67]
  - 「ハイキュー!!“最強の場所（チーム）”」 （2018年）[68][69]
- 朗読劇「俺とおまえの夏の陣」（2016年） - 伊達政宗 役
- ONWARD  presents 劇団☆新感線『髑髏城の七人 Season月』上弦の月 Produced by TBS  （2017年11月23日 -  2018年2月21日 、IHIステージアラウンド東京） - 兵庫  役
- 奇跡の人（2019年） - ジェイムズ・ケラー 役
- 2019年劇団☆新感線39興行・夏秋公演 いのうえ歌舞伎《亜》alternative「けむりの軍団」（2019年） - 雨森源七 役
- えんとつ町のプペル（2020年） - 主演・ルビッチ 役（萩谷慧悟とダブル主演）[70]
- 粛々と運針（2022年3月8日 - 27日、東京・PARCO劇場、4月8日 - 10日 / 大阪・森ノ宮ピロティホール）[71]
- 血の婚礼（2022年9月15日 - 10月2日、シアターコクーン） - 花婿 役 [72] [73]
- TEAM NACS Solo Project 5D2 -FIVE DIMENSIONS II- 戸次重幸『幾つの大罪〜How many sins are there？〜』（2023年4月15 - 23日、東京：EX THEATER ROPPONGI / 4月28日 - 30日、大阪：森ノ宮ピロティホール / 5月5日 - 7日、札幌：カナモトホール） - 主演・大谷唐純 役
- 木ノ下歌舞伎「三人吉三廓初買」（2024年9月15日 - 29日、東京：東京芸術劇場 プレイハウス / 10月5日・6日、長野：まつもと市民芸術館 主ホール / 10月13日、三重：三重県文化会館 中ホール / 10月19日・20日、兵庫：兵庫県立芸術文化センター 阪急中ホール） - お坊吉三 / 閻魔大王 / 乞食二 役[74][75]
- ハジケ・る ポップコーン一座「テイ・る オブ ナイトメア」〜不思議の国の給仕係〜（2025年3月21日 - 30日、I'M A SHOW）[76][77]
- KAAT神奈川芸術劇場プロデュース「最後のドン・キホーテ THE LAST REMAKE of Don Quixote」（2025年9月14日 - 10月4日〈予定〉、神奈川：KAAT神奈川芸術劇場 ホール / 10月12日・13日〈予定〉、富山：オーバード・ホール 大ホール / 10月25日・26日〈予定〉、福岡：J:COM北九州芸術劇場 中劇場 / 11月1日 - 3日〈予定〉、大阪：SkyシアターMBS）[78]
- 1995117546（2025年12月13日・14日〈予定〉、兵庫：兵庫県立芸術文化センター 阪急中ホール / 12月17日 - 27日〈予定〉、東京：東京芸術劇場 シアターウエスト）[79][80]

### テレビアニメ
- 新あたしンち 第24話 前編-後編（2016年3月22日、アニマックス） - 大野くん 役
- 俺たちゃ妖怪人間（2017年10月 - 3月、TOKYO MX、BS11） - ベロ 役[81]
  - 俺たちゃ妖怪人間G（2018年4月 - 9月、TOKYO MX、BS11） - ベロ 役

### ゲーム
- 428 〜封鎖された渋谷で〜 ボーナスシナリオ（2008年12月4日、チュンソフト、Wii・PS3・PSP・iOS） - 風間拓也 役

### PV
- YOU ARE GOD（2001年8月1日、スケボーキング、ワーナーミュージック・ジャパン）
- 彼女（2006年8月23日、aiko、ポニーキャニオン） - ノボル 役
- 青年の主張（2016年12月7日、Shout it Out、ポニーキャニオン）

### ドキュメンタリー
- ウミガメが教えてくれること（2009年3月21日、TBS）

### ラジオドラマ
- FMシアター（NHK-FM）
  - 祈られる者たち（2013年3月2日） - 黒木琢磨 役[82]
  - ロクデナシの夜（2014年12月13日） - 主演・矢野ユウジ 役[83]
  - ようこそ喫茶トマリギへ（2024年5月11日） - 主演・小林清春 役[84]
- ラジオシアター〜文学の扉 西遊記 前編・後編（2014年4月6日・13日、TBSラジオ） - 孫悟空 役
- オオカミの末裔（2014年11月17日、ニッポン放送） - 伊達慎二 役
- 特集オーディオドラマ（NHK-FM）
  - 青き風吹く（2016年1月2日） - 主演・ヒコナ 役[85]
  - ピンザの島（2017年8月13日）[86]

### バラエティ
- 謎を解け!まさかのミステリー レギュラーコーナー 「名探偵健太が行く!」（2004年 - 2006年、日本テレビ）
- ディズニー365（2008年5月5日 - 2010年10月3日、ディズニー・チャンネル・ディズニーXD）
- ワオ（2014年4月2日 - 9月24日、フジテレビ）
- 世界の村で発見!こんなところに日本人（2016年4月19日 - 2019年3月26日、朝日放送）
- 七人のコント侍 第14期（2016年6月10日 - 8月12日、NHK BSプレミアム）
- ぶらり途中下車の旅（日本テレビ） - 旅人
  - 東葉高速線・東西線の旅（2024年2月10日）[87]
  - 銀座線の旅（2024年7月27日）[88]

### 広告
- ハウス食品 「カレーキャンペーン」（2000年1月）
- 藤子・F・不二雄プロ 「ドラえもん のび太の太陽王伝説」（2000年3月）
- トミー 「変身おしゃべりニャンダー」（2000年7月 - 10月）
- 扶桑社 「ESSE」（2001年3月）
- マクドナルド 「ハッピーセット」（2001年4月 - 7月）
- アース製薬 「バスロマン」（2001年10月 - 2002年9月）
- ロッテ 「チョコパイ」（2002年8月 - 2003年8月）
- FUJIFILM 「フジカラーデジカメプリント」 プリントし忘れ篇（2006年7月 - 10月）
- UR賃貸住宅関西（2007年6月 - 2008年4月）
- アイフルホーム（2009年3月 - 6月）
- KONAMI 「ポップンミュージック」（2009年7月 - 2010年1月）
- 大正製薬 リポビタンD ショートフィルム「それでも進む若者へ」（2017年3月29日 - 終了）[89]
- Sky株式会社 採用CM「好動力!」篇（2020年2月16日 - ）[90]

### その他
- 雇用・能力開発機構 イメージキャラクター（2003年4月 - 2004年3月）
- ディズニー・オン・アイス メインプロモーションサポーター（2006年）
- HELLO KITTY RUN 2nd SEASON 東京・大阪大会スペシャルゲストランナー（2016年）

## 作品

### シングル
- 愛しのナポリタン（2007年5月30日、トリオ・ザ・シャキーン、ジャニーズ・エンタテイメント）

## 受賞歴
- 第30回日本アカデミー賞・新人俳優賞[注釈 2]作品は『花田少年史 幽霊と秘密のトンネル』[91][92]。
- 第17回日本映画批評家大賞・審査員特別演技賞。作品は『ALWAYS 続・三丁目の夕日』[93]。